# Jan Dočekal (kněz)
Jan Dočekal (29. dubna 1907, Menhartice – 2. dubna 1988, Praha) byl český římskokatolický kněz.
Roku 1945 se stal kaplanen v Neveklově a roku 1951 děkanem kapituly na hradě Karlštejn. V letech 1953–1966 zastával funkci stínového šéfredaktora Katolických novin. V letech 1958–1987 byl Dočekal tajným spolupracovníkem Státní bezpečnosti pod krycím jménem „Hvězda“. V letech 1962–1963 byl členem československé delegace, kterou vyslal Ústřední výbor KSČ na druhý vatikánský koncil. Roku 1977 mu Cyrilometodějská bohoslovecká fakulta udělila čestný doktorát. V 80. letech působil jako farář v Praze-Liboci. Ve stejné době zastával také pozici pražské organizace Pacem in terris.